# Lithopoma phoebium
La concha marina Lithopoma phoebium, es un molusco bentónico perteneciente a la familia Turninidae1.

## Clasificación y descripción
Concha de espira baja y casi plana por los lados. La periferia de las vueltas tiene fuertes espinas aplanadas de forma triangular. La abertura es de color blanco o plateado. Puede presentar ombligo. Presenta una mancha de color rojo-naranja alrededor de la región umbilical2.

## Distribución
Lithopoma phoebium es una especie de la costa Atlántica de América se distribuye desde el Golfo de México hasta Venezuela (México, Belice, Colombia, Costa Rica, Panamá), incluyendo las Antillas Menores (Aruba, Bonaire, Islas Caimán, Curazao, San Andrés) y Antillas Mayores. (Cuba, Jamaica, Puerto Rico)2,3.

## Estado de Conservación
Hasta el momento en México no se encuentra en ninguna categoría de protección, ni en la Lista Roja de la IUCN (International Union for Conservation of Nature).

## Ambiente
Habita en aguas someras sobre fondos arenosos y también en arrecifes coralinos2.